# Eparchia di Mavelikara
L'eparchia di Mavelikara (in latino Eparchia Mavelikarensis) è una sede della Chiesa cattolica siro-malankarese in India suffraganea dell'arcieparchia di Trivandrum. Nel 2023 contava 28.300 battezzati su 2.542.000 abitanti. È retta dall'eparca Mathews Polycarpos Manakkarakavil.

## Territorio
L'eparchia si estende principalmente nella parte nord ovest dell'attuale arcidiocesi di Trivandrum. Estende la sua giurisdizione sui fedeli della Chiesa cattolica siro-malankarese del distretto di Alappuzha e di parte del distretto di Kollam, nello stato indiano del Kerala.
Sede eparchiale è la città di Mavelikara, dove si trova la cattedrale dell'Immacolata Concezione di Maria Vergine.
Il territorio è suddiviso in 96 parrocchie.

## Storia
L'eparchia di Mavelikara è stata eretta il 2 gennaio 2007, ricavandone il territorio dall'arcieparchia di Trivandrum.

## Cronotassi dei vescovi
Si omettono i periodi di sede vacante non superiori ai 2 anni o non storicamente accertati.
- Joshuah Ignathios Kizhakkeveettil (2 gennaio 2007 - 30 maggio 2025 ritirato)
- Mathews Polycarpos Manakkarakavil, dal 30 maggio 2025

## Statistiche
L'eparchia nel 2023 su una popolazione di 2.542.000 persone contava 28.300 battezzati, corrispondenti all'1,1% del totale.
| anno | popolazione | popolazione | popolazione | presbiteri | presbiteri | presbiteri | presbiteri                | diaconi | religiosi | religiosi | parrocchie |
| anno | battezzati  | totale      | %           | numero     | secolari   | regolari   | battezzati per presbitero | diaconi | uomini    | donne     | parrocchie |
| ---- | ----------- | ----------- | ----------- | ---------- | ---------- | ---------- | ------------------------- | ------- | --------- | --------- | ---------- |
| 2007 | 30.825      | 2.998.325   | 1,0         | 75         | 63         | 12         | 411                       |         | 3         | 102       | 92         |
| 2009 | 25.212      | 3.088.224   | 0,8         | 55         | 47         | 8          | 458                       |         | 10        | 141       | 95         |
| 2012 | 24.599      | 3.122.961   | 0,8         | 64         | 54         | 10         | 384                       |         | 12        | 144       | 95         |
| 2013 | 25.138      | 3.201.574   | 0,8         | 64         | 54         | 10         | 392                       |         | 12        | 135       | 95         |
| 2016 | 25.722      | 3.260.000   | 0,8         | 68         | 56         | 12         | 378                       |         | 14        | 166       | 96         |
| 2019 | 26.813      | 3.419.540   | 0,8         | 74         | 62         | 12         | 362                       |         | 14        | 165       | 96         |
| 2021 | 27.088      | 2.514.397   | 1,1         | 78         | 66         | 12         | 347                       |         | 14        | 154       | 96         |
| 2023 | 28.300      | 2.542.000   | 1,1         | 81         | 67         | 14         | 349                       |         | 14        | 160       | 96         |